# Lyman Ray

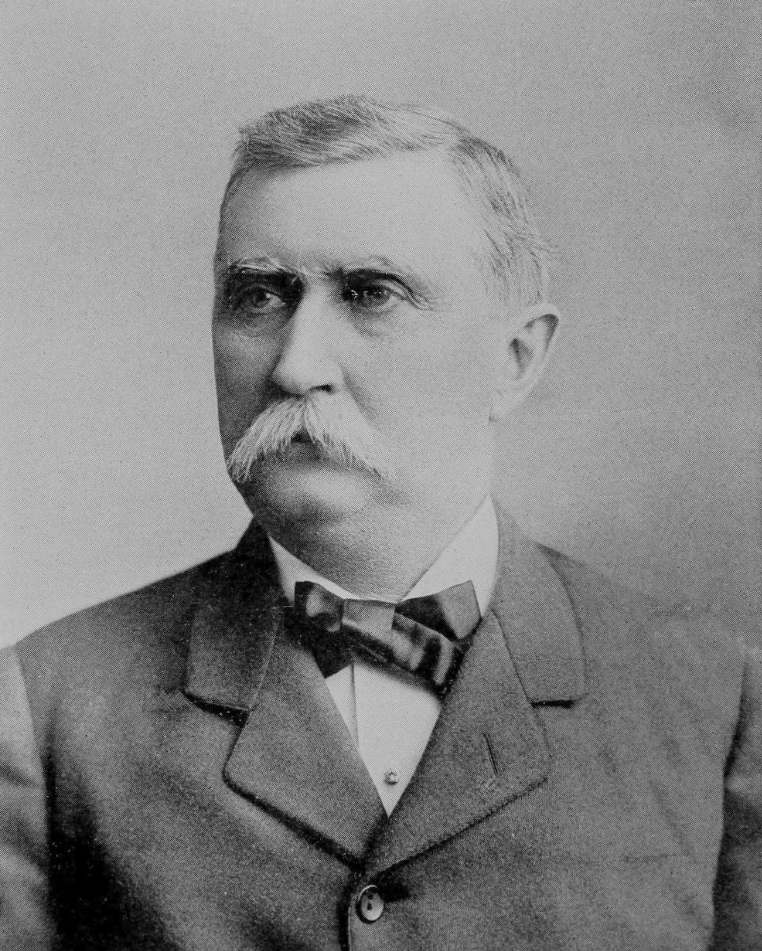
Lyman Ray

Lyman Beecher Ray (* 17. August 1831 in Hinesburg, Vermont; † 22. August 1916 in Joliet, Illinois) war ein US-amerikanischer Politiker. Zwischen 1889 und 1893 war er Vizegouverneur des Bundesstaates Illinois.

## Werdegang
Lyman Ray wuchs auf einer Farm in Vermont auf und besuchte die öffentlichen Schulen seiner Heimat. Danach absolvierte er die New England Academy. Anschließend arbeitete er in seiner Heimat im Handel. Im Jahr 1852 kam er in das Kane County in Illinois, wo er bis 1855 in einem Warenhaus angestellt war. Dann zog er nach Morris, wo er ein eigenes Warenhaus gründete, das er bis 1888 führte. Politisch gehörte Ray zu den Begründern der Republikanischen Partei im Grundy County. Im Jahr 1872 wurde er in das Repräsentantenhaus von Illinois gewählt. Nach einer Wiederwahl konnte er dort zwei Legislaturperioden absolvieren. 1882 zog er in den Staatssenat ein.
Im Jahr 1888 wurde Ray an der Seite von Joseph W. Fifer zum Vizegouverneur von Illinois gewählt. Dieses Amt bekleidete er zwischen dem 14. Januar 1889 und dem 10. Januar 1893. Dabei war er Stellvertreter des Gouverneurs. Er verbrachte seinen Lebensabend in Joliet. Mit seiner 1912 verstorbenen Frau Julia, geborene Reading, hatte er eine Tochter.